# Heart On
| Оценки критиков  | Оценки критиков                                                                    |
| Источник         | Оценка                                                                             |
| ---------------- | ---------------------------------------------------------------------------------- |
| Allmusic         | [ 1 ]                                                                              |
| Artrocker        | 3 из 5 звёзд · 3 из 5 звёзд · 3 из 5 звёзд · 3 из 5 звёзд · 3 из 5 звёзд           |
| Blender          | 3,5 из 5 звёзд · 3,5 из 5 звёзд · 3,5 из 5 звёзд · 3,5 из 5 звёзд · 3,5 из 5 звёзд |
| ChartAttack      | [ 2 ]                                                                              |
| NME              | [ 3 ]                                                                              |
| Pitchfork Media  | (7.4/10)                                                                           |
| Роберт Кристгау  | [ 5 ]                                                                              |
| Rolling Stone    | 4 из 5 звёзд · 4 из 5 звёзд · 4 из 5 звёзд · 4 из 5 звёзд · 4 из 5 звёзд           |
| Spectrum Culture | [ 6 ]                                                                              |
| Spin             | [ 7 ]                                                                              |

Heart On (в пер. с англ. Сердце запущено) — третий студийный альбом американской рок-группы Eagles of Death Metal. Релиз пластинки состоялся 28 октября 2008 года.

## Об альбоме
В сентябре 2008 года Джесси Хьюз сообщил некоторые детали о Heart On и предстоящем концертном туре. Вскоре стало известно о том, что сведением и мастерингом пластинки занимались Берни Грундман и Брайан Гарднер. 12 сентября 2008 на сайте Pitchfork Media была опубликована обложка альбома и обнародован трек-лист. Дизайн обложки был разработан Кии Аренсом.
Первым синглом Heart On была выпущена песня «Wannabe in L.A.» Видеоклип к композиции первоначально был размещён в профиле Eagles of Death Metal на MySpace. Видео было снято Лиамом Линчем и выполнено в стиле пин-арт, подобно клипу «Only» группы Nine Inch Nails.
С 21 октября 2008 Heart On стал доступен в полном объёме для прослушивания на сайте MuchMusic, а 28 октября состоялся выход на физических носителях.
Как и в случае с предыдущими работами Eagles of Death Metal, материал Heart On также часто использовался в медиа. Примером может служить композиция «Cept the Truth», которая была использована в сериалах Обмани меня, Чёрная метка и компьютерных играх NHL 10 и Need for Speed: Shift.

## Список композиций
| №   | Название                                               | Длительность |
| --- | ------------------------------------------------------ | ------------ |
| 1.  | «Anything ’Cept the Truth»                             | 4:34         |
| 2.  | «Wannabe in L.A.»                                      | 2:15         |
| 3.  | «(I Used to Couldn’t Dance) Tight Pants»               | 3:35         |
| 4.  | «High Voltage»                                         | 2:43         |
| 5.  | «Secret Plans»                                         | 2:22         |
| 6.  | «Now I’m a Fool»                                       | 3:41         |
| 7.  | «Heart On»                                             | 2:43         |
| 8.  | «Cheap Thrills»                                        | 3:42         |
| 9.  | «How Can a Man with So Many Friends Feel So All Alone» | 3:02         |
| 10. | «Solo Flights»                                         | 3:25         |
| 11. | «Prissy Prancin»                                       | 3:40         |
| 12. | «I’m Your Torpedo»                                     | 5:12         |
| 13. | «As Nice as I Can Be» (бонус-трек)                     | 3:45         |
| 14. | «Fairy Tale in Real Time» (бонус-трек)                 | 3:03         |

## Участники записи
- Джесси Хьюз — основной вокал, ритм-гитара, соло-гитара, перкуссия, talkbox (	«(I Used to Couldn’t Dance) Tight Pants»), бас-гитара («High Voltage» и «Cheap Thrills»), акустическая гитара («Now I’m a Fool»)
- Джош Хомме — барабаны, бас-гитара, бэк-вокал, ритм-гитара, перкуссия, пианино, слайд-бас («Wannabe in L.A.»), синтезатор («High Voltage»), синтезаторная гитара Casio («Secret Plans»), акустическая гитара («Heart On»), слайд-гитара («Heart On», «Cheap Thrills», «How Can a Man with So Many Friends Feel So All Alone» и «I’m Your Torpedo»), вибраслэп («Heart On»)
- Девид Кэтчинг — ритм-гитара («(I Used to Couldn’t Dance) Tight Pants» и «Solo Flights»), соло-гитара (	«Now I’m a Fool» и «Cheap Thrills»), бас-гитара («I’m Your Torpedo»)
- Брайан О’Коннор — бас-гитара («(I Used to Couldn’t Dance) Tight Pants», «Secret Plans», «Heart On» и «Solo Flights»)
- Трой Ван Левен — бэк-вокал («High Voltage»)
- Ален Йоханнес — бэк-вокал («High Voltage»), горн («Solo Flights»)
- Тони Бевилакуа — горн («Solo Flights»)
- Бэк-вокал: Кэрол Хеттчет, Кира Дакоста, Броди Даль, Ким Мартинелли, Кэт фон Ди и Эрин Смит

## Позиции в чартах
| Чарт (2008)            | Высшая позиция |
| ---------------------- | -------------- |
| ARIA Charts            | 40             |
| Ultratop 50            | 59             |
| SNEP                   | 91             |
| UK Albums Chart        | 108            |
| Top Independent Albums | 3              |
| Billboard 200          | 57             |